# Juno i Paw
Juno i Paw (ang. Juno and the Paycock) – brytyjski, czarno-biały dramat w reżyserii Alfreda Hitchcocka z 1930 roku oparty na sztuce teatralnej Seana O’Caseya. 
Akcja filmu toczy się w ubogich dzielnicach Dublina podczas irlandzkiej wojny domowej, która toczyła się w latach 1922-1923. Kapitan Boyle mieszka w dwupokojowym mieszkaniu z żoną Juno i dwójką dzieci (Mary i Johnny). Juno pracuje, podczas gdy mąż popija w pobliskich pubach. Rodzina staje w obliczu problemu gdy okazuje się, że młoda Mary zaszła w ciążę z Charlesem - zaginionym żołnierzem z sąsiedztwa.
Aktualnie trwają spory na temat praw autorskich do filmu; właścicielem ich jest Canal+, jednak według prawodawstwa amerykańskiego wygasły one w 2002 roku.

## Obsada
- Barry Fitzgerald jako Orator
- Maire O’Neill jako Maisie Madigan
- Edward Chapman jako Kaptain Boyle
- Sidney Morgan jako „Joxer” Daly
- Sara Allgood jako Juno
- John Laurie jako Johnny Boyle
- Dave Morris jako Jerry Devine
- Kathleen O'Regan jako Mary Boyle
- John Longden jako Charles Bentham